# Stabilisation des plasmides
Les plasmides sont des éléments d'ADN généralement circulaires et double brin. On les retrouve dans bon nombre de bactéries en supplément du génome bactérien de base. Leur présence n'est a priori pas nécessaire à la survie de leur cellule hôte, bien qu'ils puissent porter des gènes codant des fonctions apportant des avantages évolutifs tels que l'exploitation d'une ressource du milieu, la synthèse d'un élément essentiel non disponible dans le milieu ou la résistance à un poison. Si tel n'est pas le cas, les plasmides représentent un poids mort de par l'utilisation des ressources cellulaires. En effet, ils sont répliqués et leurs gènes sont exprimés au détriment partiel de la réplication et de l'expression du génome propre de la cellule. En absence d'un facteur de sélection pour la présence du plasmide, une cellule fille qui ne recevrait pas de copie d'un plasmide lors de la division de sa cellule mère serait donc favorisée au sein de la population.
En ce qui concerne les bactéries, on remarque que la majorité contiennent un ou plusieurs plasmides à l'état sauvage même en absence de tout facteur environnemental favorable à leur maintien. Ce maintien (ou stabilisation) d'un plasmide dans une population exploite donc d'autres principes.
La réplication d'un plasmide est effectuée par la machinerie cellulaire mais l'origine de réplication et certains facteurs de réplication sont propres au plasmide. Le nombre de copies du plasmide est ainsi défini par le plasmide lui-même. Un système simple de stabilisation consiste donc à augmenter le nombre de copies de sorte que leur distribution aléatoire permette d'en retrouver dans chaque cellule fille après la division. En effet, la probabilité qu'une cellule se retrouve sans copie du plasmide est de 2-n où n est le nombre de copies avant la division. Ainsi, un plasmide présent en 10 copies risque d'être perdu toutes les 1024 divisions. Avec 20 copies, cette probabilité tombe à moins d'une chance sur un million (probabilité encore diminuée par l'encombrement volumique des plasmides dans la cellule). Pour rare qu'elle soit, cette perte n'en demeure pas moins un avantage évolutif sur les cellules devant encore supporter la charge de vingt plasmides.
La stabilisation d'un plasmide à faible nombre de copies dans la population qui l'héberge nécessite d'autres mécanismes. Ces mécanismes sont de différents types et sont souvent cumulés sur un même plasmide pour plus d'efficacité. En voici un aperçu.

## Résolution des multimères
Les différentes copies d'un plasmide possèdent la même séquence d'ADN. Elles sont donc susceptibles de faire l'objet de recombinaisons homologues, formant ainsi des multimères de plusieurs plasmides. La régulation du nombre de copies se faisant d'après le nombre d'origines de réplication et d'après le nombre de plasmides indépendants, la multimérisation diminue le nombre d'unités totales à répartir dans les cellules filles et augmente ainsi les probabilités de produire une cellule fille sans copie plasmidique.
La solution consiste pour le plasmide à coder un système de recombinase (ou à utiliser un tel système présent sur le chromosome) permettant la résolution de multimères en monomères. L'opéron parCBA du plasmide bactérien RK2 est un exemple d'un tel système comprenant les gènes de la résolvase ParA, de la nucléase ParB et d'une protéine à la fonction inconnue, ParC.

## Systèmes actifs de partition
Les systèmes de partition sont composés de séquences dont la fonction est semblable à celle des centromères eucaryotes. Certains modèles proposent que ces séquences soient liées par des protéines à des éléments uniques présents dans chaque cellule fille. Ces éléments pourraient par exemple être situés sur le chromosome ou la membrane.
D'autres modèles proposent le pairage des plasmides par leur séquence centromérique. Ceux-ci seraient ensuite distribués dans les cellules filles soit par des filaments soit par positionnement de la paire sur le septum en formation, un plasmide de chaque côté de celui-ci.
Des exemples de systèmes actifs de partition sont parA du plasmide R1 (à ne pas confondre avec parA de l'opéron parCBA du plasmide RK2), sop du plasmide F ou par du plasmide-prophage P1.

## Systèmes poison-antidote
Ces systèmes sont également appelés module de dépendances (addiction modules), systèmes de mort programmée ou systèmes de post-segregational killing (ou PSK, soit tuerie « post-ségrégationnelle », non usité en français). Ils ont été identifiés sur de nombreux plasmides à faible nombre de copies dans des bactéries Gram négatives.

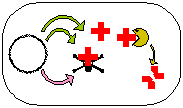
Figure 1, Structure et fonctionnement d'un opéron poison-antidote

Dans un même opéron du plasmide sont codés un poison et un antidote à ce poison (figure 1.A). L'antidote est relativement instable par rapport au poison car rapidement dégradé par l'activité d'une protéase ATP-dépendante. Il doit donc être maintenu dans une concentration suffisante pour contrecarrer l'effet du poison, ce qui requiert la présence du plasmide. En effet, si, lors de la division, une cellule fille ne reçoit pas de copie du plasmide, l'antidote encore présent dans le cytoplasme est dégradé sans qu'il ne puisse plus être synthétisé de novo. Le poison peut donc agir pour tuer la cellule, d'où l'appellation de post-segregational killing (figure 1.B). Le terme « module de dépendance » fait, lui, référence au fait que la cellule est « accro » (addicted) à sa « dose » d'antidote pour survivre.
L'antidote peut être soit un antisens empêchant la traduction de l'ARN messager du poison comme dans le système hok/sok, soit une protéine inhibant l'action de la protéine poison par formation d'un complexe avec celle-ci. Les systèmes protéine-protéine, hormis certaines exceptions, ont des caractéristiques communes :
- le gène de l'antidote précède celui du poison dans l'opéron,
- les protéines sont de petite taille, de l'ordre de 70 à 85 acides aminés pour l'antidote et de 100 à 130 pour le poison,
- l'expression de l'antidote est plus forte que celle du poison,
- le poison est efficace à très faible dose,
- l'antidote forme un complexe fort avec le poison,
- l'antidote est dégradé par une protéase bactérienne ATP-dépendante spécifique (demi-vie de l'antidote : de 30 à 60 minutes), alors que poison est stable,
- la transcription de l'opéron est auto-réprimée par l'antidote ou le complexe poison-antidote,
- les prédictions de structure secondaire suggèrent la présence d'un court brin β à l'extrémité N-terminale des antidotes, le dimère d'antidote formant ainsi un feuillet β impliqué dans la répression par liaison spécifique à l'ADN.

Voici quelques exemples de systèmes protéiques de poison-antidote repris dans le tableau en fin d'article :

### -ccd
Ce système, le mieux étudié à l'heure actuelle, est localisé sur le plasmide F d'Escherichia coli. Les deux gènes de l'opéron ccd codent deux protéines : l'antidote CcdA (72 acides aminés) et le poison ccdB (101 acides aminés). Par isolement d'un mutant résistant à ccdB, il a été montré que la cible de ccdB est l'ADN gyrase, une topoisomérase de type II impliquée de la gestion du surenroulement de l'ADN. Par la suite, il a également été montré que ccdB empoisonne la gyrase et l'amène à provoquer des cassures double-brin dans l'ADN de manière ATP-dépendante.
L'empoisonnement de la gyrase par ccdB provoque l'induction du système SOS. Ce système s'enclenche lors de tout événement bloquant l'avancée de la fourche de réplication de l'ADN. Ces événements peuvent être aussi divers qu'une cassure de l'ADN, un dimère de thymine ou encore un complexe protéique avec l'ADN. L'induction de SOS bloque le processus de division cellulaire le temps que les dommages soient réparés. La cellule continuant à grandir mais ne se divisant pas, elle apparaît filamenteuse.
L'auto-répression de l'opéron ccd requiert la présence de CcdA ET de ccdB. La forme impliquée dans la liaison à l'ADN est un tétramère (CcdA)2-(ccdB)2, la forme libre étant un hexamère (CcdA)2-(ccdB)4, ce qui suggère que la baisse relative de la quantité de CcdA diminue la répression et favorise ainsi sa synthèse. CcdA41, une délétion ne comportant que les 41 acides aminés C-terminaux de CcdA, perd la capacité d'autorégulation tout en conservant ses propriétés d'anti-tuerie. Cela suggère fortement que la partie N-terminale de CcdA soit responsable de la liaison au promoteur de l'opéron ccd. Cette hypothèse est étayée par le fait qu'une mutation ponctuelle de l'arginine 4 en alanine dans CcdA abolit l'activité de répression.
La protéine CcdA est dégradée par la protéase Lon malgré son affinité pour Lon très inférieure à celle pour ccdB. Les modèles proposent soit que la dégradation des formes « accidentellement » libres de CcdA soit suffisante pour provoquer le post-segregational killing, soit qu'il existe un processus actif déstabilisant le complexe CcdA-ccdB.

### -pem
L'opéron pem du plasmide R100 (E. coli) code l'antidote PemI (84 acides aminés) et le poison PemK (110 acides aminés). Ce système est identique au système parD du plasmide R1, l'antidote étant alors appelé Kis et le poison Kid, mais nous utiliserons la première appellation afin d'éviter toute confusion avec le système parDE détaillé plus bas.
Comme ccd, la stabilisation du plasmide est due à la dégradation de l'antidote PemI par Lon et l'auto-répression complète nécessite à la fois le poison et l'antidote même si une faible répression est observée avec l'antidote seul.
La cible du poison PemK pourrait être DnaB. DnaB est une hélicase impliquée dans l'initiation de la réplication de l'ADN et une surproduction de DnaB inhibe l'action toxique de PemK). PemK agirait comme un inhibiteur de la division cellulaire même si un effet de post-segregational killing a été observé dans certaines souches.

### -parDE
RK2 (appelé également RP4) est un grand plasmide de 60 kb (1 kb = mille paires de base d'ADN). Son spectre d'hôte est très large dans les bactéries gram–négatives avec des hôtes aussi divers qu'E. coli (entérobactérie), Agrobacterium tumefaciens (bactérie pathogène des végétaux), des rhizobia (symbiotiques de légumineuses) ou Pseudomonas aeruginosa (pathogène humain responsable notamment d'infections nosocomiales). Il s'y retrouve en 4 à 8 copies par chromosome selon l'espèce.
Un locus de 3,2 kb appelé par est responsable de la stabilisation de RK2. Il contient cinq gènes organisés en deux opérons divergents. Le premier opéron, parCBA (2,3 kb), déjà évoqué plus haut, est responsable d'un système de résolution de multimères et le second, parDE (0,7 kb), est un système de post-segregational killing où ParD est l'antidote (83 acides aminés) et ParE, le poison (103 acides aminés). L'association de ces deux systèmes permet un très faible taux de perte mais la contribution relative des deux opérons à la stabilisation est variable selon la souche d'E. coli et la température de croissance.
La cible du poison ParE n'a pas encore été déterminée mais, comme ccdB, ParE provoque la tuerie des cellules ayant perdu le plasmide, l'inhibition de la réplication, l'induction du système SOS ainsi que l'apparition de bactéries filamenteuses. Sachant d'une part la diversité d'hôtes dans lesquels le système parDE de RK2 est fonctionnel et, d'autre part, la difficulté à trouver des mutants résistants à ParE, on peut raisonnablement penser que ParE affecte une fonction essentielle et très conservée dans l'évolution, et probablement le site actif même de sa cible.
ParE est codé par un gène commençant une base en amont du codon stop de parD. Si les concentrations in vivo de ParD et ParE sont inconnues, on peut cependant estimer que l'expression de ParE est beaucoup plus faible que celle de ParD, parE étant le second gène de l'opéron et commençant, de plus, par un codon TTG peu efficace au contraire des autres poisons, qui commencent par un classique codon ATG.
L'auto-répression est accomplie par ParD ou par le complexe ParD-ParE, sans que l'on ait pu déceler une quelconque action de ParE dans cette répression. Si ParD se trouve sous forme de dimère en solution, ce sont cependant 4 molécules de ParD qui se fixent au promoteur {\displaystyle P_{parDE}}.
La structure 3D de ParD est inconnue mais les prédictions de structure secondaire convergent pour dire qu'elle contient un brin ß N-terminal suivi de 3 ou 4 hélices a connectées par de courtes boucles. Ces résultats concordent avec les études de spectroscopie par dichroïsme circulaire et par résonance magnétique nucléaire. ParD rejoindrait ainsi la famille des protéines de liaison à l'ADN à feuillets ß.
De la même manière que pour CcdA et que pour PemI, la protéase d'E. coli responsable de l'instabilité relative de ParD est Lon).

### -mazEFet autres systèmes chromosomiques
Le module mazEF (ou chpA) est situé dans l'opéron rel en aval du gène codant la protéine RelA. Contrairement aux précédents, il ne se situe pas sur un plasmide mais dans le chromosome même d'E. coli. Ce n'est donc pas un système de post-segregational killing car, contrairement aux plasmides, le chromosome ne se « perd » pas… Sa séquence est partiellement homologue à celle de pem ainsi qu'à un autre système chromosomique d’E. coli, chpB. L'expression de mazEF (MazE, 82 acides aminés, étant l'antidote et MazF, 111 acides aminés, le poison) est inhibée par la guanosine-3',5'-bispyrophosphate (ppGpp) synthétisée par RelA lors de carences extrêmes en acides aminés. Dans ce cas, MazE étant dégradé par la protéase ClpPA, MazF est libre d'empoisonner sa cible (inconnue), menant ainsi à la mort cellulaire. On pense que cela permettrait la survie de la population bactérienne par sacrifice de bon nombre des cellules carencées.
Il a par ailleurs été montré que ce système de mort programmée pouvait être induit par des antibiotiques inhibiteurs de la transcription ou de la traduction tels la rifampicine, le chloramphénicol ou la spectinomycine. Il est également activé par le système phd/doc dont nous parlerons peu après.
Un autre système chromosomique, relBE, a été découvert dans le génome d’E. coli K12 et est homologue à plusieurs systèmes plasmidiques ou chromosomiques d’E. coli ou d'autres espèces bactériennes gram–négatives, ainsi qu'à des systèmes chromosomiques chez des gram-positives et même des archées. À ce jour, aucun homologue n'a été trouvé chez les eucaryotes mais il a été montré que RelE d’E. coli est également actif dans Saccharomyces cerevisiae et que RelB en contrecarre l'action, du moins partiellement, le taux d'expression de RelB étant relativement bas dans la procédure utilisée.
On retrouve également des homologues chromosomiques de ccd dans la souche pathogène O157:H7 d’E. coli, de hok/sok dans E. coli ou, encore, de parDE dans Mycobacterium tuberculosis, Vibrio cholerae ou Yersinia enterocolitica.

### -phd/doc
Dans sa phase lysogène, le bactériophage P1 d'E. coli est présent sous forme d'un plasmide à faible nombre de copies. Il contient le module de PSK phd/doc où Phd (73 acides aminés) est l'antidote instable et Doc (126 acides aminés), le poison stable. Phd est dégradé par la protéase ClpPX. Phd est capable d'autoréguler l'opéron mais est plus efficace en présence de Doc.
La cible de Doc n'est pas encore connue mais elle serait impliquée dans une étape essentielle pour la synthèse des protéines. Il a été établi que la présence de mazEF était requise pour la fonction post-segregational killing de phd/doc, suggérant que Doc provoque l'inhibition de la traduction de l'antidote MazE, menant ainsi à la mort. Ces deux mécanismes seraient donc couplés en cascade.

### - restriction-modification
Un autre type de système proche des poison-antidote est le système restriction-modification (RM). D'ordinaire, un des systèmes bactériens pour se protéger des ADN étrangers (un phage, par exemple) est la présence d'enzymes de restriction qui clivent la molécule d'ADN sur ou à proximité d'un site spécifique. La protection du génome de la bactérie est assurée par des enzymes de modification méthylant la molécule d'ADN, empêchant ainsi l'action des enzymes de restriction.
Ce système fonctionne également pour la stabilisation de plasmides. La différence fondamentale avec les systèmes « classiques » poison-antidote tient dans ce que les deux enzymes ne forment pas un complexe inactivant l'enzyme de restriction. De plus, l'effet de post-segregational killing ne serait pas dû à une dégradation plus rapide de la méthylase permettant ainsi la libération du poison. Il a ainsi été proposé un modèle où la dilution progressive des deux enzymes lors des divisions successives mènerait à un point où la méthylation n'est plus assez performante, laissant le peu d'enzymes de restriction restantes causer des dommages irréparables à l'ADN.

## Tableau: Propriétés de systèmes poison-antidote
| Système         | Localisation          | Antidote, nombre d'acides aminés | Poison, nombre d'acides aminés | Cible du poison | Protéase dégradant l'antidote |
| ccd             | plasmide F            | CcdA, 72                         | CcdB, 101                      | gyrase          | Lon                           |
| pem             | plasmides R1 et R100  | PemI (ou Kis), 84                | PemK (ou Kid), 110             | DnaB ? *        | Lon                           |
| parDE           | plasmide RK2 (ou RP4) | ParD, 83                         | ParE, 103                      | non déterminée  | Lon                           |
| mazEF (ou chpA) | chromosome d'E. coli  | MazE (ou ChpAI), 82              | MazF (ou ChpAK), 111           | non déterminée  | ClpAP                         |
| phd/doc         | Plasmide P1           | Phd, 73                          | Doc, 126                       | non déterminée  | ClpXP                         |

* : aucun mutant résistant à PemK n'a été obtenu mais la surproduction de DnaB inhibe l'action de PemK, ce qui suggère que DnaB soit la cible de PemK.